# 요하네스 라우
요하네스 라우(독일어: Johannes Rau, 문화어: 요한네스 라우, 1931년 1월 16일~2006년 1월 27일)는 독일의 정치인이다. 소속 정당은 독일 사회민주당이었으며, 1978년부터 1988년까지는 노르트라인베스트팔렌주의 주 수상을, 1999년 7월 1일부터 2004년 월 30일까지는 독일 연방 공화국의 제8대 대통령을 지냈다.
라우는 2000년에 독일 대통령으로선 처음으로 이스라엘 국회에서 독일어로 연설을 했고, 기독교적 윤리관에서 인간 복제 문제를 강력하게 비판하기도 하였다.

## 생애

### 어린 시절
노르트라인베스트팔렌주 부퍼탈에서 출생하였다. 그의 가족은 강한 개신교 집안이었다. 소년으로서 라우는 나치스에 저항하던 독일 개신교회의 동아리 고백 교회의 활동자였다.

1949년 학교를 떠나고 개신교 청소년 발행집의 저널리스트와 신문 발행인으로 일하였다.

### 정치적 경력
라우는 구스타프 하이네만이 설립한 전독일국민당(GVP)의 당원이었다. 이 당은 독일의 재통일을 제한하기 위한 당으로 알려졌으며, 1957년에 해산되었다.
1958년 그와 하이네만이 사회민주당에 입당하자, 라우는 부페르탈 총회에서 활동하였다. 그는 부페르탈 사회민주당의 의장에 이어, 시의회(1964~67)에 선출되고 시장(1969~70)을 지냈다.
1958년에 노르트라인베스트팔렌주 의회의 의원으로 처음 선출되었고, 1967년에 주의회 사민당 의장, 1970년에는 주의회 회장 하인츠 퀸의 내각에서 과학교육상이 되었다. 곧 그는 개혁인으로서 평판을 얻었다. 1970년대에 일어난 대규모 교육 캠페인의 한 부분으로서 노르트라인베스트팔렌 주에 5개의 대학교를 설립하였고, 하겐에 독일의 첫 거리 학문 대학교를 시작하였다.
1977년 라우는 노르트라인베스트팔렌 주의 사민당 의장이 되었고, 1978년부터 1998년까지 주의회 회장을 지냈다.
1987년 라우는 사민당 소속의 총리가 되려고 하였으나, 녹색당과의 연합내각을 이루는 데 거절하여 선거에서 패하고 말았다. 1994년 대통령 선거에 출마하였으나, 로만 헤어초크에게 패하였다.
1998년 사민당 의장과 주의회 회장에서 물러나면서, 1999년 5월 23일 8대 대통령으로 선출되어 2004년 6월 30일까지 재임하였다.
2000년 홀로코스트 이래 독일 국가원수 처음으로 이스라엘 국회에서 연설을 하였다. 이 논쟁적 단계는 어떤 이스라엘 사절단들을 항의 퇴장을 하도록 자극하였다. 하지만, 모셰 카차브 이스라엘 대통령은 두 국가 사이의 공간에 다리를 세운 공헌에 그를 후원하고 칭찬하였다.

### 말년
대통령 직을 떠난 후, 라우는 그의 가족과 함께 베를린에서 살았다. 2006년 1월 27일 베를린에서 오랫동안 앓아온 심장병으로 사망하였다.

## 역대 선거 결과
| 선거명      | 직책명        | 대수 | 정당            | 1차 득표율 | 1차 득표수 | 2차 득표율 | 2차 득표수 | 3차 득표율 | 3차 득표수 | 결과 | 당락 |
| ----------- | ------------- | ---- | --------------- | ---------- | ---------- | ---------- | ---------- | ---------- | ---------- | ---- | ---- |
| 1994년 선거 | 독일의 대통령 | 7대  | 독일 사회민주당 | 38.1%      | 505표      | 42.2%      | 559표      | 45.7%      | 605표      | 2위  | 낙선 |
| 1999년 선거 | 독일의 대통령 | 8대  | 독일 사회민주당 | 49.1%      | 657표      | 51.6%      | 690표      |            |            | 1위  |      |

## 같이 보기
- 독일의 내각제